# 560
Cette page concerne l'année 560  du calendrier julien. Pour l'année 560 av. J.-C., voir 560 av. J.-C. Pour le nombre 560, voir 560 (nombre).
L'année 560 est une année bissextile qui commence un jeudi.

## Événements
- Juin : le roi des Francs Clotaire Ier envahit la Domnonée, au nord de l'Armorique[1]. Le chef breton Chonoo est tué. Clotaire fait brûler son fils révolté Chramn et sa famille[2].
- Décembre : incendie à Constantinople[3].

- Les Avars, alliés de l'empire byzantin, vassalisent les Outigours et les Koutrigours[4].

## Décès en 560
- 7 septembre : Clodoald (ou Clodoaldus), plus connu sous le nom de Saint Cloud, prince mérovingien du VIe siècle, petit-fils de Clovis Ier, religieux français, saint catholique (° 522)[5].

- Alduin, roi des Lombards, en Pannonie (date approximative). Son fils Alboïn lui succède.